# FITZBEAT
FITZBEAT（フィッツビート）は、1983年（昭和58年）にベーシストで音楽プロデューサーの後藤次利が創設した、CBS・ソニー傘下のレコードレーベル。1992年（平成4年）にKi/oon Sony Records（現：ソニー・ミュージックレーベルズ キューンミュージックレーベル）に移行した後、1995年（平成7年）、Ki/oonに統合された。

## 概要
当時の一般的なシングル価格が700円、アルバム価格が2,800円程度だった頃に、シングル価格500円、アルバム価格1,500円という設定で販売を開始して、話題になった。アルバムは全6曲・計30分程度、フォーマットは33rpm12インチ・ディスクで、ミニアルバム（EP）に近い形態であった。
ロゴタイプは、創設時の設定ではシングル、アルバムともに「FITZBEAT」のみであるが、レベッカや聖飢魔IIなどのヒットにより、フル・アルバムをリリースするときは、「FITZBEAT」の下に「SPECIAL」と付け加えられるようになった。その後、時代に移行するにつれて通常のシングル・アルバム価格帯での販売へ移行していった。
創設時のロゴデザインはゴシック体をドミノ状に右に倒したようなものであったが、1989年（平成元年）から横長・右斜め状の六角形に収まる形のデザインへと変更された。
なお、レーベルの創設者であった後藤次利は、諸事情により1985年（昭和60年）にエグゼクティブ・プロデューサーの座を降りている。

## 所属したアーティスト
- グラスバレー
- THE COKES
- 後藤次利
- 五島良子
- 聖飢魔II
- 髙嶋政宏
- D-PROJECT
- 宮原学
- レベッカ